# Laos na Mistrzostwach Świata w Lekkoatletyce 2015
Laos na Mistrzostwach Świata w Lekkoatletyce 2015 – reprezentacja Laosu podczas Mistrzostw Świata w Pekinie liczyła 1 zawodnika, który nie zdobył medalu.

## Występy reprezentantów Laosu
| Konkurencja                         | Zawodnik       | Runda 1  | Runda 1 | Półfinał | Półfinał | Finał    | Finał   |
| Konkurencja                         | Zawodnik       | Rezultat | Pozycja | Rezultat | Pozycja  | Rezultat | Pozycja |
| ----------------------------------- | -------------- | -------- | ------- | -------- | -------- | -------- | ------- |
| Bieg na 110 m przez płotki mężczyzn | Xaysa Anousone | 14,74    | 37.     | NQ       | NQ       | NQ       | NQ      |